# Springfield M1903
|  | Per a altres significats, vegeu «Springfield». |

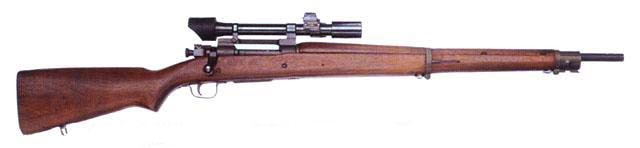
Springfield M1903A4 amb mira telescòpica.

El  M1903 Springfield  és un fusell de forrellat adoptat per l'exèrcit Nord-americà a la primera dècada del segle xx. Va ser fruit d'un esforç per trobar un nou fusell, ja que a finals del segle xix els Estats Units tant posseïen el Fusell Krag-Jørgensen pesat i innecessàriament gran. Alemanya, per contra, gràcies a Paul Mauser va aconseguir posseir un dels millors fusells de la història: el Mauser 98, el disseny del qual va ser adoptat per moltes nacions. En són exemples els fusells Lee-Enfield anglès, el Mosin-Nagant rus, l'Arisaka M38 japonès i l' Springfield  nord-americà. Aquests utilitzaven el sistema de forrellat Mauser o d'altres dissenys molt semblants.

## Història
El desenvolupament del fusell Springfield M1903 va ser a causa de la necessitat constatada arran de les experiències obtingudes a la Guerra hispano-estatunidenca, que el seu fusells reglamentaris Springfield monotirs Model 1873 calibre .45-70 i Krag- Jørgensen calibre .30-40 eren notablement inferiors als Mauser Model 1893 utilitzats per les tropes espanyoles, destacant entre altres deficiències la poca potència del cartutx emprat i la del sistema de càrrega. Per això el 1900 la factoria estatal Springfield es va plantejar dissenyar i fabricar un fusell basat en el disseny de Mauser provat satisfactòriament en combat. Per això va iniciar negociacions amb l'empresa alemanya i finalment va comprar els drets del sistema de forrellat Mauser per 200.000 dòlars de l'època.
Paral·lelament a això el 1902 es va dissenyar una nova i més potent munició que disparava una bala de punta arrodonida de 220 grains (14,2 g) i que aconseguia una velocitat aproximada en boca de 670 m/s, uns 100 m/s més que el cartutx .30-40 del Krag-Jørgensen. Aquest disseny i el nou cartutx van ser inicialment produïts el 1903, sent oficialment adoptat el 19 de juny com United States Magazine Rifle, Model of 1903, Calibre 30. o .30/03 i Cartridge, Ball, Calibre 30, Model de 1903. Aquest disseny inicial muntava una baioneta d'espiga com la del Trapdoor Model 1888 i bales de punta rodona. La producció s'inicià el novembre de 1903 però, quan ja s'havien produït més de 80.000 fusells, el disseny va ser rebutjat pel president Theodore Roosevelt. Llavors es retornaren els fusells a fàbrica pel seu redisseny, aquest va incloure el canvi a una baioneta de fulla normal Model 1905 i una nova munició. El desenvolupament es va completar amb l'adopció d'una bala punxeguda o "spitzer" de 150 grains (9,7 g) amb una velocitat de sortida de 810 m/s, adoptada pels francesos i alemanys en l'última dècada del segle xix (aprox. 1890). Anomenat "Cartutx M1906" és la famosa munició .30-06 utilitzada en innombrables fusells i metralladores i que segueix estant entre els més populars cartutxos civils de tot el món al dia d'avui. A més es va incorporar una nova mira millorada i retocada per compensar la velocitat i la trajectòria del nou cartutx.

## Funcionament
El funcionament del Springfield 1903 era de forrellat de tir simple. Això significa que després de cada tret i la consegüent recàrrega, el forrellat havia d'accionar-se manualment per poder disparar de nou. Tenia capacitat per a 5 bales del calibre 30-06 (7,62 x 63 mm) igual que la majoria dels fusells de l'època.
L' Springfield 1903  va aconseguir millorar el disseny del Mauser aconseguint un fusell més curt. Amb l'ajuda del nou cartutx l'Springfield va esdevenir un fusell potent i molt fiable. Va ser usat pels Estats Units en la seva entrada a la Primera Guerra Mundial i el va utilitzar sense canvis fins a principis de la Segona Guerra Mundial (1941).